# Humedal Caleta Olivia
El Humedal Caleta Olivia o más conocido como Segunda Laguna se ubica en la ciudad de Caleta Olivia, provincia de Santa Cruz, Argentina. Específicamente entre la autovía Caleta Olivia y la avenida Las Flores.
Es uno de los humedales más contaminados de la provincia de Santa Cruz. El ecosistema limita al occidente con la autovíoa Caleta Olivia y el barrio Zona de Chacras, al oriente con los barrios Mutual, Los Pinos y 8 de Julio, al sur con el barrio Gran Jardín, Kalfu Aike y José Koltum y por el norte con el oleoducto Repsol-YPF y los barrios Rotary 23, Gato Negro y Nueva Rotary.

## Historia
El proyecto con el cual estamos trabajando está relacionado con el humedal de agua salada de Caleta Olivia, considerado Reserva Natural Provincial y Municipal “Humedal Caleta Olivia”, según marca la Ley Nº2563 (786), conforme los límites establecidos en la Ordenanza Municipal 308/38 año 2000, del Honorable Concejo Deliberante. Es uno de los dos, ubicados en el centro urbano de la ciudad.
Históricamente los flamencos se han asentado en este lugar debido a que es muy rico en artemias salinas, alimento nutritivo de estas aves. Cada año el número de aves aumenta, según lo observado y registrado en el 2011 se contabilizaron alrededor de 58 aves adultas y 2 pichones. Actualmente en junio de 2012 llegaron alrededor de 200 aves adultas y 20 pichones, que huyeron cuando se empezó a realizar la circunvalación del Bo. Rotary XXIII, el movimiento de tierra y el ruido de las máquinas asustó a estas aves.
En la actualidad este humedal presenta las siguientes características:
- Carece de cerco perimetral y cartelería identificatoria.
- No responde a los requisitos y reglamentaciones inherentes a toda reserva natural.
- Gradualmente se ha ido convirtiendo en un basural clandestino (escombros y residuos de todo tipo.)
- Contaminación ambiental y sonora.
- Conductas inadecuadas de algunas personas contra los flamencos con la intención de dañarlas.

Estos factores son la causa principal que ponen en riesgo la permanencia y subsistencia de los flamencos.

## Características

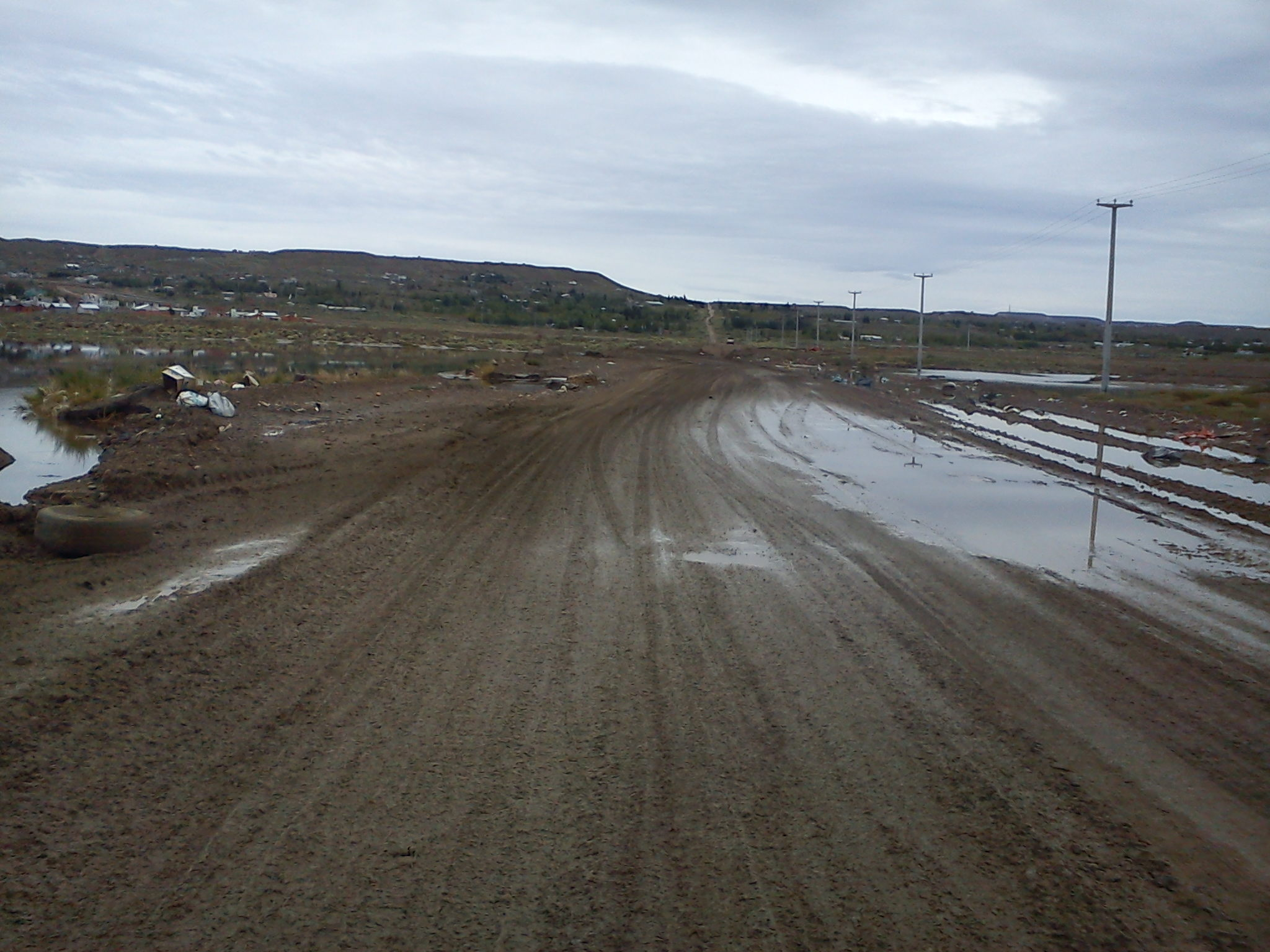
El humedal no para de crecer hacia el oeste y ya se observa inundaciones sobre la Calle Laufquén

El humedal se alimenta de las aguas de lluvia que bajan desde los cerros circundantes o de otras zonas más altas, pero la dimensión de ese espejo se ha agrandado en los últimos meses por el aporte de aguas subterráneas.
Gran parte del volumen excedente se transfiere hacia la Primera Laguna y viceversa, luego que el municipio ejecutara una obra pública basada fundamentalmente en grandes tuberías que hacen las veces de vasos comunicantes.
Ambas lagunas fueron declaradas hace varios años como reservas naturales por ordenanza aprobada por el Concejo Deliberante, lo cual da mayor fuerza a las disposiciones que prohíben y castigan con multas a los contraventores que arrojan basura en sus entornos y eliminen a las aves.
Sin embargo, es frecuente que algunas personas desaprensivas utilicen ese lugar como depósito de residuos y también maten a las aves migratorias.

## Fauna
Hospeda gran variedad de aves como el Chorlito Yanqui, el flamenco (phoenicopterus chilensis), gaviotas cocineras, cisnes blancos y cisnes de cuello negro, cauquenes, patos silvestres y avutardas que usan el sitio como áreas de alimentación y hasta de reproducción.

## Degradación

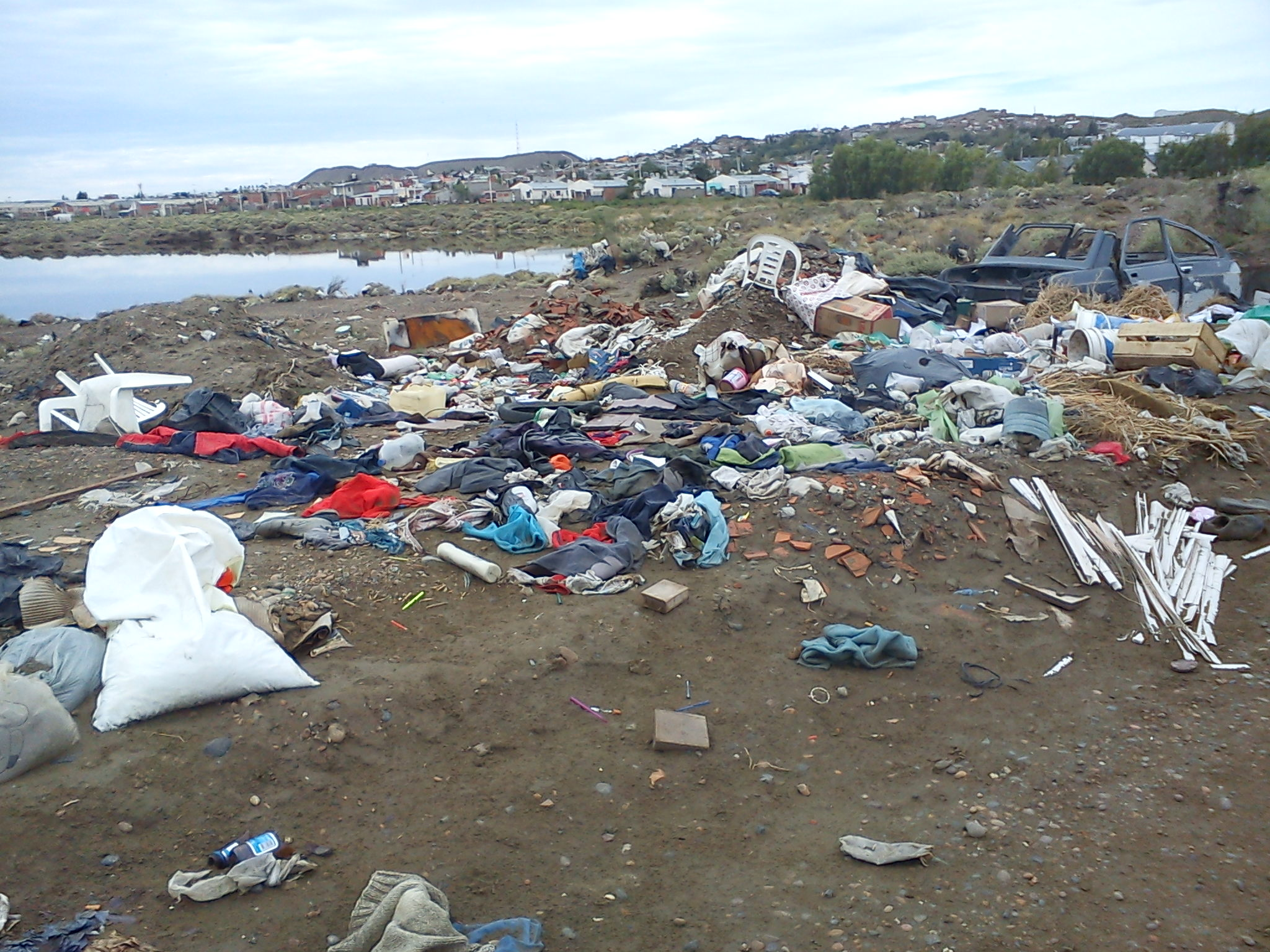
Basureros clandestinos a la orilla de la ribera

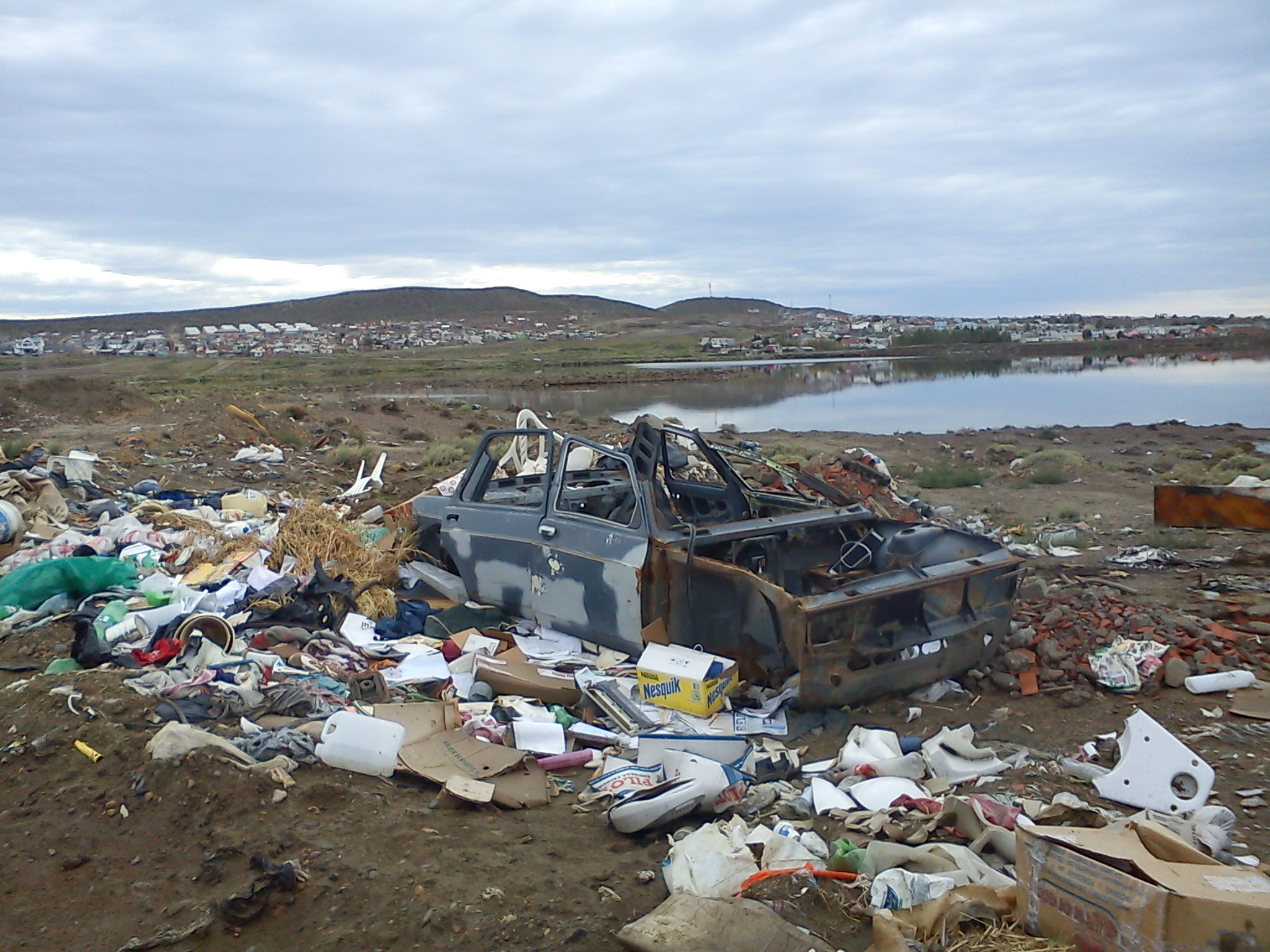
El abandono por parte de la comunidad y del municipio genera este tipo de contaminación

A lo largo de los años, este espejo de agua fue y sigue siendo utilizado como basural por los habitantes de los barrios circundantes, que arrojan perros muertos, restos de poda y chatarra, generando fenómenos de putrefacción.
La degradación de la laguna proviene desde hace más tiempo de las sucesivas pérdidas cloacales en cañerías aledañas, la construcción de estaciones elevadoras en el sector, y por la misma desidia de muchos vecinos que utilizan el lugar como "basurero clandestino".

## Soluciones
Existieron muchos proyectos para recuperar la laguna, una asesora comunal en medio ambiente, calificó como "muy buenos", incluso hasta los estudiantes del polimodal de Biología de la Escuela EBIMAL y alumnos del Instituto Aónikenk también trataron el asunto.
Desde la Subsecretaría de Gestión Ambiental de la Municipalidad se promueve la concienciación de la población sobre la importancia del humedal. Trabajar para una mejor "cultura ecológica" se ha tornado una de las prioridades de la comuna local.

## Futuro

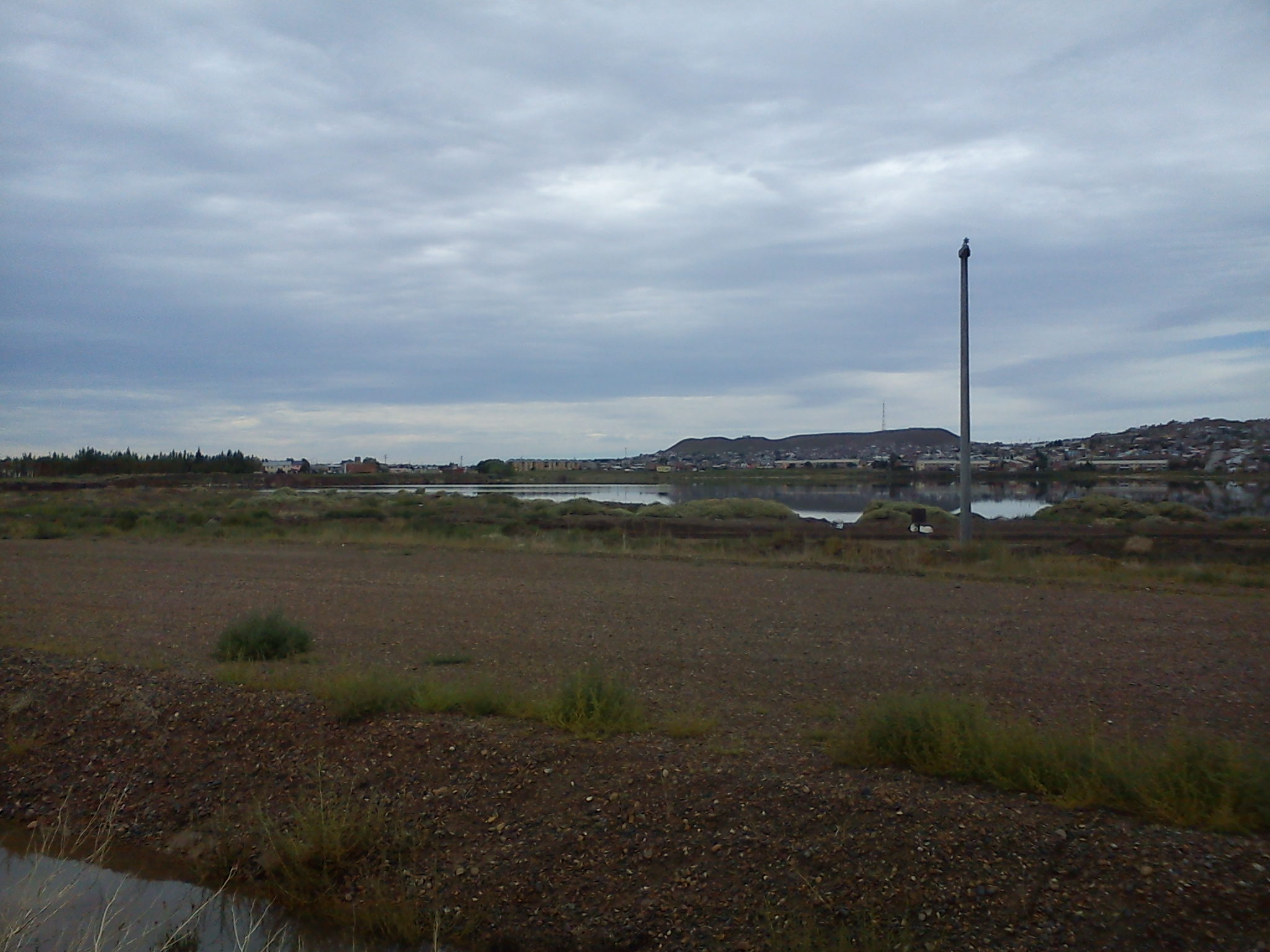
Vista desde la Avenida de Circunvalación.

Con la futura construcción de la Autovía Comodoro Rivadavia - Caleta Olivia o Avenida de Circunvalación, será necesaria la construcción de un cruce vehicular, el cual tendrá impacto sobre el humedal.